# Quincuncina mitchelli
Quincuncina mitchelli är en musselart som först beskrevs av Simpson 1895.  Quincuncina mitchelli ingår i släktet Quincuncina och familjen målarmusslor. Inga underarter finns listade i Catalogue of Life.